# Grenzgipfel
De Grenzgipfel is een 4618 meter hoge top in het bergmassief van de Monte Rosa op de grens van Italië en Zwitserland.
De Grenzgipfel is niet echt een op zichzelf staande berg aangezien het om de oostelijke top van de "Gornerhorn" gaat waarvan het hoogste punt 160 meter westelijker ligt op Zwitsers grondgebied. De top staat zesde op de door de UIAA samengestelde lijst van vierduizenders in de Alpen. De berg is na de Dufourspitze (4633,9 m) en de Ostspitze (4632 m) de derde top van de Zwitserse Alpen. Het is tevens de op een na hoogste top van Italië en het hoogste punt van de regio Piëmont.